# Dani Osvaldo
Pablo Daniel Osvaldo (ur. 12 stycznia 1986 w Buenos Aires) – włoski piłkarz argentyńskiego pochodzenia występujący na pozycji napastnika. Obecnie gra w portugalskim klubie FC Porto. Wcześniej reprezentował kolejno barwy takich drużyn jak CA Huracán, Atalanta BC, US Lecce, ACF Fiorentina, Bologna FC, RCD Espanyol, AS Roma, Southampton, Juventus F.C., Inter Mediolan, Boca Juniors i FC Porto.